# Kim Kun-hoan
Đây là một tên người Triều Tiên, họ là Kim.
Kim Kun-Hoan (sinh ngày 12 tháng 8 năm 1986) là một cầu thủ bóng đá Hàn Quốc hiện tại thi đấu cho Gyeongnam FC.

## Sự nghiệp câu lạc bộ
Ngày 6 tháng 1 năm 2017, anh gia nhập FC Seoul.

## Sự nghiệp quốc tế
Anh từng là thành viên của Hàn Quốc trong vòng chung kết Thế vận hội Mùa hè 2008.
Vào ngày 3 tháng 6 năm 2009, anh có màn ra mắt quốc tế đầu tiên cho Hàn Quốc trong trận giao hữu trước Đội tuyển bóng đá quốc gia Oman ngày 2 tháng 6 năm 2009. Tuy nhiên trận đó không thật sự tốt.

## Thống kê câu lạc bộ
Tính đến 10 tháng 1 năm 2013
| Câu lạc bộ          | season              | J1 League | J1 League | Cúp Hoàng đế Nhật Bản | Cúp Hoàng đế Nhật Bản | J.League Cup | J.League Cup | Tổng    | Tổng      |
| Câu lạc bộ          | season              | Số trận   | Bàn thắng | Số trận               | Bàn thắng             | Số trận      | Bàn thắng    | Số trận | Bàn thắng |
| ------------------- | ------------------- | --------- | --------- | --------------------- | --------------------- | ------------ | ------------ | ------- | --------- |
| Yokohama F. Marinos | 2008                | 7         | 1         | 3                     | 0                     | 0            | 0            | 10      | 1         |
| Yokohama F. Marinos | 2009                | 28        | 2         | 2                     | 0                     | 7            | 0            | 37      | 2         |
| Montedio Yamagata   | 2010                | 4         | 0         | 0                     | 0                     | 2            | 0            | 6       | 0         |
| Yokohama F. Marinos | 2011                | 30        | 3         | 1                     | 0                     | 3            | 0            | 34      | 3         |
| Sagan Tosu          | 2012                | 31        | 1         | 1                     | 0                     | 5            | 0            | 37      | 1         |
| Tổng cộng sự nghiệp | Tổng cộng sự nghiệp | 100       | 7         | 7                     | 0                     | 17           | 0            | 124     | 7         |